# Ringwould with Kingsdown
Ringwould with Kingsdown är en civil parish i grevskapet Kent i sydöstra England. Den ligger i distriktet Dover och utgörs av orterna Ringwould och Kingsdown. Civil parishen hade 1 966 invånare vid folkräkningen år 2021.